# Gladiatrice

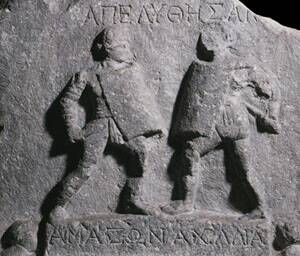
Il bassorilievo di due gladiatrici trovato ad Alicarnasso

La gladiatrice era la controparte femminile del gladiatore, un combattente armato che ingaggiava violenti duelli, contro altri combattenti nei munera, o contro gli animali nelle venationes, per il divertimento degli spettatori nelle arene della Repubblica romana e dell'impero romano. Anche se rare, le gladiatrici sono attestate in archeologia e in letteratura.

## Senatus consultumdiLarinum
Nel 19 d.C. venne emanato sotto Tiberio il senatus consultum di Larinum, un decreto senatoriale che, tra le altre cose, vietava a uomini e donne, legati da parentela verso senatori o verso equites, di apparire sulla scena o di mostrarsi nelle vesti gladiatorie:
(Tabula Larinas, linee 7-9, trad. in Ricci, p. 45)
Il decreto, parte del quale ci è pervenuto inciso su una tavoletta bronzea, conosciuta come la Tabula Larinas, citava a sua volta un precedente decreto dell'11 d.C. in cui si proibiva alle giovani sotto i venti anni di esibirsi in un'arena. Il suo contenuto implica, anche se non diversamente confermato, che alcune donne si erano già cimentate in questi duelli.

## Fonti storiche e letterarie
Nelle Vite dei Cesari, Svetonio narra che l'imperatore Domiziano ha offerto venationes e spettacoli gladiatorii notturni, alla luce delle torce, comprendenti combattimenti tra gli uomini e anche tra le donne; Cassio Dione aggiunge che nei combattimenti notturni gettava talvolta nell'arena nani e donne uno contro l'altro. In base ai dipinti pare che le gladiatrici combattessero a torso nudo e che indossassero raramente l'elmo, a prescindere dalla figura gladiatoria rappresentata.
Nel Satyricon di Petronio vi è anche un riferimento – basato forse su di uno spettacolo reale – ad un essedarius donna, o ad una che ha combattuto su di un carro in stile celtico.
La maggior parte degli studiosi moderni considera quello delle gladiatrici uno spettacolo originale, visti gli scarsi scritti su di esse, ma la scrittrice Amy Zoll osserva che il fatto che gli storici antichi che le menzionano lo fanno con tanta disinvoltura può suggerire che esse fossero "più diffuse di quanto le testimonianze dirette ci potrebbero altrimenti indicare". In un'iscrizione trovata a Ostia antica un certo Hostilinianus si vanta di essere stato il primo editor a portare le gladiatrici in città.
Durante uno degli spettacoli offerti dall'imperatore Nerone apparvero uomini e donne, persino di rango senatoriale, sia nelle vesti di bestiarii che di gladiatrici. Lo stesso Nerone, ai giochi organizzati nel 66 d.C. da Patrobio a Puteoli, l'odierna Pozzuoli, per Tiridate I di Armenia, fece esibire nell'arena donne e bambini di colore, provenienti dall'Etiopia.
Oltre a Svetonio, delle gladiatrici impiegate da Domiziano ne parlano sia Marziale che Stazio.
Una ferma condanna contro le gladiatrici del periodo flavio e traianeo viene espressa nelle satire di Giovenale. 
Settimio Severo bandì gli spettacoli con gladiatrici intorno al 200 d.C., ma una successiva iscrizione rinvenuta ad Ostia antica concernente combattimenti femminili fa presumere l'inefficacia del bando.
Un mosaico del III secolo nella villa romana del Casale a Piazza Armerina in Sicilia mostra delle giovani donne in "bikini" impegnate in esercizi ginnici. Un'ipotesi verosimile, visto che il tema prevalente dei mosaici è l'allestimento dei giochi circensi, è che si tratti di allenamenti per atlete del circo, che si cimentavano in gare. Una delle ragazze è infatti vestita da arbitro e un'altra si incorona cingendosi con un ramo di palma.
Mark Vesley, uno storico della società romana, ipotizza che le scuole gladiatorie non fossero luoghi idonei per le donne, che possono avere studiato con dei tutors nei collegia iuvenum. Queste scuole erano dedicate alla formazione nelle arti marziali degli uomini dei ceti elevati di età superiore ai 14 anni, ma Vesley ha trovato tre diversi riferimenti a donne che l'hanno frequentata, tra cui una che è morta. In un'iscrizione si legge: «alle forme divine di Valeria Iucunda, che apparteneva al corpo degli iuvenes. Visse 17 anni e 9 mesi».
Uno scheletro femminile di epoca romana dissotterrato nel 2001 a Southwark, uno dei borghi di Londra, è stato identificato come quello di un gladiatore di sesso femminile per il fatto che, sebbene benestante, sia stato sepolto come un emarginato al di fuori del perimetro cimiteriale e avesse come corredo lucerne di ceramica raffiguranti Anubi, un'altra lucerna con una rappresentazione di un gladiatore caduto incisa su di essa e delle ciotole contenenti pigne bruciate di un pino collocato nella tomba. Gli unici pini dell'epoca in Gran Bretagna erano quelli piantati attorno all'anfiteatro di Londra, dato che le pigne di questa particolare specie venivano tradizionalmente bruciate durante i giochi. La maggior parte degli esperti ritiene l'identificazione errata, ma il Museo di Londra afferma che c'è "il 70 per cento di probabilità" che la donna dello scheletro sia stata una gladiatrice. Hedley Swain, capo del dipartimento di storia antica del Museo, ha dichiarato: «nessuna delle prove ci dice che sia stata una gladiatrice. C'è invece, semplicemente un gruppo di prove indiziarie che rende l'idea intrigante». Oggi è esposta alla fine della sezione romana del Museo di Londra.

## Alicarnasso
La più convincente prova dell'esistenza di gladiatrici è un bassorilievo marmoreo del I o del II secolo trovato ad Alicarnasso e attualmente in mostra al British Museum. Il bassorilievo, in cui sono rappresentate due gladiatrici in combattimento della categoria provocatrices, testimonia che alcune donne hanno combattuto con armature pesanti. L'iscrizione ci indica i loro pseudonimi, rispettivamente Amazon e Achillia e ci dice che venne loro concessa la missio ossia la sospensione, avendo ambedue combattuto valorosamente nello scontro.
Le due combattenti indossano il subligaculum e l'equipaggiamento tradizionale dei gladiatori, come schinieri e manica. Entrambe sono armate di una spada e uno scudo, ma non indossano né l'elmo né una tunica (sono a seno nudo, come si raffigura nell'amazzonomachia).